# نلو سانتین
نلو سانتین (انگلیسی: Nello Santin؛ زادهٔ ۳ ژوئیهٔ ۱۹۴۶) بازیکن فوتبال اهل ایتالیا است.
از باشگاه‌هایی که در آن بازی کرده‌است می‌توان به باشگاه فوتبال آ.ث. میلان، باشگاه فوتبال سمپدوریا، باشگاه فوتبال ویچنزا، و باشگاه فوتبال تورینو اشاره کرد.